# 1759년 기적의 해
1759년 기적의 해(Annus Mirabilis of 1759)는 7년 전쟁에서 그레이트브리튼 왕국이 프랑스 왕국에 연승을 거둔 사건을 가리키는 말이다. ‘Annus Mirabilis’라는 라틴어에서 유래했으며, ‘기적의 해’와 ‘경이로운 해’라는 의미를 갖는다.

## 1759년 이전
전쟁 초기 영국은 실패의 연속이었다. 영국은 메노르카섬을 잃고, 북미에서는 머논가힐라, 오스위고 요새, 윌리엄 헨리 요새, 카리용 요새에서 연패했다. 1759년 초에는 프랑스에 의한 본토 침공도 우려되는 위기 상황에 빠졌지만, 연말에는 모든 전장에서 프랑스에게 승리를 거두었다.

## 1759년
1759년, 영국은 북미에서 포트 티콘데로가를 점령했고, 프랑스를 오하이오 영토에서 몰아냈으며, 아브라함 평원 전투에서 승리하여 퀘벡을 점령하고 서인도 제도에서 과달루페를 점령 했다. 인도에서는 프랑스에 의한 마드라스 포위를 풀었다. 유럽에서는 영국군이 민덴 전투에서 연합군의 승리를 이끌어 냈다. 프랑스는 침공용 바지선이 파괴되어 영국 해군이 프랑스 해군에 라구스 해전과 키브롱 만 해전에서 대승을 거두며, 본토 침공의 걱정도 사라졌고, 영국 해군은 최강국의 명성을 확고히 하게 되었다.
연속된 승리에 호레이스 월폴은 “우리의 종은 승리할 때마다 울리는 것만으로도 남용될 것”이라고 말했다. 일련의 승리는 ‘하트 오브 오크’(Heart of Oak, 영국 해군의 노래)와 ‘울프 장군의 죽음’(The Death of General Wolfe) 등 당시의 예술에도 나타났다. 프랭크 맥클린은 1759년을 대영 제국이 프랑스를 대체하여 초강대국이 된 해라고 말하고 있다. 이 ‘기적의 해’의 공로자는 당시 영국 총리였던 뉴캐슬 공작 대신 남부 담당 장관이었던 윌리엄 피트로 알려져 왔었지만, 최근에는 뉴캐슬 공작 내각의 집단 지도의 경향을 강하게 보는 움직임도 있다.

## 참고 문헌
- Anderson, Fred (2001), 《Crucible of War: The Seven Years' War and the Fate of Empire in British North America, 1754–1766》, Faber and Faber.
- Longmate, Norman (1993), 《Island Fortress: The Defence of Great Britain, 1603–1945》, Harper Collins.
- McLynn, Frank (2005), 《1759: The Year Britain Became Master of the World》, Pimlico.
- Middleton, Richard (1985), 《The Bells of Victory: The Pitt-Newcastle Ministry and the Conduct of the Seven Years' War, 1757–1762》, Cambridge University Press.
- Simms, Brendan (2008), 《Three Victories and a Defeat: The Rise and Fall of the First British Empire》, Penguin Books.